# 행정상의 공표
행정상의 공표란 행정법상의 의무위반이나 의무불이행에 대하여 행정청이 그 사실을 일반에게 알림으로써 그에 따르는 사회적 비난이라는 간접적이고 심리적 강제에 의하여 그 의무이행을 확보하려는 제도이다.

## 예
고액조세체납자의 명단이나 사업명의 공시, 공해배출업소의 명단공개 등이 있다.

## 법적 성질
공표란 일정한 사실을 국민에게 알리는 것으로서 그 자체로는 어떠한 법적 효과도 발생하지 않는 비권력적 사실행위이다.

## 같이 보기
- 행정벌